# Twixt
Twixt (Brasil: Virgínia ) é um filme estadunidense do gênero terror dirigido por Francis Ford Coppola e estrelado por Elle Fanning.

## Sinopse
Um escritor com uma carreira em declínio chega em uma pequena cidade, como parte de sua turnê de livro e se vê envolvido em um mistério de assassinato envolvendo uma menina. Naquela noite, em um sonho, ele é abordado por uma jovem fantasma misteriosa chamada V. Ele está inseguro sobre sua ligação com o assassinato na cidade, mas é grato pela história que está sendo entregue a ele. Em última análise, ele é levado para a verdade da história, surpreso ao descobrir que o final tem mais a ver com a sua própria vida do que ele jamais poderia ter imaginado.

## Elenco
- Elle Fanning como V
- Val Kilmer como Hall Baltimore
- Bruce Dern como Sheriff Bobby LaGrange
- Ben Chaplin como Poe
- Joanne Whalley como Denise.

## Produção
Em entrevista ao The New York Times, Coppola discutidas as origens do filme, que, segundo ele, "nasceu do sonho de [ele] tinha no ano passado - mais de um pesadelo" ". Parecia ter a imagem de Hawthorne ou Poe" e Ele continuou: Mas como eu estava com ele eu percebi talvez fosse um presente, como eu poderia fazê-lo como uma história, talvez um filme de terror, eu pensei mesmo que eu estava sonhando. Mas então alguns barulho do lado de fora me acordou, e eu queria voltar para o sonho e obter um fim. Mas eu não conseguia voltar a dormir assim que eu gravei o que eu me lembrava ali mesmo no meu telefone. Eu percebi que era um cenário romance gótico, então na verdade eu seria capaz de fazer tudo isso ao redor da minha base, ao invés de ter que ir para um país distante".[carece de fontes?]